# Ефтимиу, Виктор
Виктор Ефтимиу (рум. Victor Eftimiu; 24 января 1889, Бобощица близ Корча Османская империя (ныне Албания) — 27 ноября 1972, Бухарест Румыния) — румынский драматург, поэт, прозаик, переводчик и театральный деятель. Академик Румынской академии (1948). Почётный президент Союза писателей Румынии (1972). Герой Труда Социалистической Республики Румыния (1971). Лауреат Национальной премии по литературе Румынии (1932).

## Биография
Албанец по происхождению. Родился на территории нынешней Албании. В начале XX века вместе с семьёй переехал в Румынию. Стал работать в театре. Директор театра комедии (1913). Генеральный директор театров (1920), Национального театра и оперы в г. Клуж-Напока (1927).
В 1919—1922, 1929—1930 и 1944—1945 был директором Национального театра им. Й. Л. Караджале в Бухаресте. Вводил в репертуар театра пьесы современных передовых драматургов, классиков мировой литературы, регулярно организовывал утренние воскресные спектакли для рабочих по сниженным ценам.
Политические взгляды В. Ефтимиу сказались в его выступлениях в парламенте, где он в 1928 требовал установления дружеских отношений с СССР. Во время фашистской диктатуры Антонеску, дважды был заключён в концлагерь.
Он один из создателей румынского литературного журнала «Sburătorul».
Похоронен на мемориальном кладбище Беллу в Бухаресте.

## Творчество
Опубликовал несколько книг стихов, писал комедии и сатирические пьесы для театра. Автор многих румынских сказок, а также несколько детских книг. Писал также критические заметки и статьи для многочисленных журналов.
Первая пьеса В. Ефтимиу — «феерическая поэма» в стихах «Нанизывайтесь, жемчужины» (1911) по материалам румынских народных сказок, сохраняется и ныне в репертуаре театров Румынии. Ему принадлежит пьеса «Чёрный петух» (1913), основанная на румынском фольклоре; «Рингана» (1915) — историческая драма, показывающая антинародную позицию правительства Румынии (была запрещена после нескольких спектаклей); «Танец миллионов» (1922), «Парад» (1960) — сатирические комедии, разоблачающие буржуазных политиканов, предвыборные махинации, продажную прессу старой Румынии; «Великий духовник» (1929) — антиклерикальная пьеса (снята с репертуара под давлением церковных властей); «Гайдуки» (1947) — о крестьянских восстаниях начала XIX века и др. Многие его пьесы были поставлены на сцене Государственного еврейского театра в Бухаресте. Ряд пьес В. Ефтимиу был переведен на иностранные языки и ставились в театрах Италии, Чехословакии, Польши, Финляндии и др.
В. Ефтимиу занимался также публицистикой и переводами (Софокл, Пушкин и др.).

## Избранные произведения

### Пьесы
- Înșir-te mărgărite (1911)
- Cocoșul negru (1913)
- Rapsozii (1913)
- Napoleon (1914)
- Akim (1914)
- Ringala (1915)
- Prometeu (1920)
- Inspectorul broaștelor (1922)
- Comoara (1922)
- Dansul milioanelor (1922)
- Don Juan (1922)
- Thebaida (1924)
- Meșterul Manole (1925)
- Glafira (1926)
- Fantoma celei care va veni (1928)
- Omul care a văzut moartea (1928)
- Marele duhovnic (1929)
- Daniela (1931)
- Theochrys (1932)
- Poiana de aur (1933)
- Stele căzătoare (1936)
- Atrizii (1939)
- Haiducii (1947)
- Doctor Fuast (1957)
- Parada (1959)
- Halatul alb (1959)
- Omul de piatră (1966)
- Fetele Didinei (1968)
- Pană Lesnea Rusalim
- Strămoșii
- Crinul vieții

### Поэзия
- Poemele singurătății (1912)
- Candele stinse (1915)
- Lebedele sacre (1920)
- Cântecul milei (1925)
- Noaptea subterană (1933)
- Oglinzile (1939)
- Cântecul mamei și al copilului (1939)
- 13 decembrie și alte poeme (1947)
- Odă limbii române (1957)
- Soliile terestre (1961)
- Poezii (1964)
- Crizanteme